# 菜市街道
菜市街道，是中华人民共和国河南省開封市禹王台区下辖的一个乡镇级行政单位。

## 行政区划
菜市街道下辖以下地区：
中山社区、医院街社区、天马社区和东惠社区。